# Igor Mitoraj

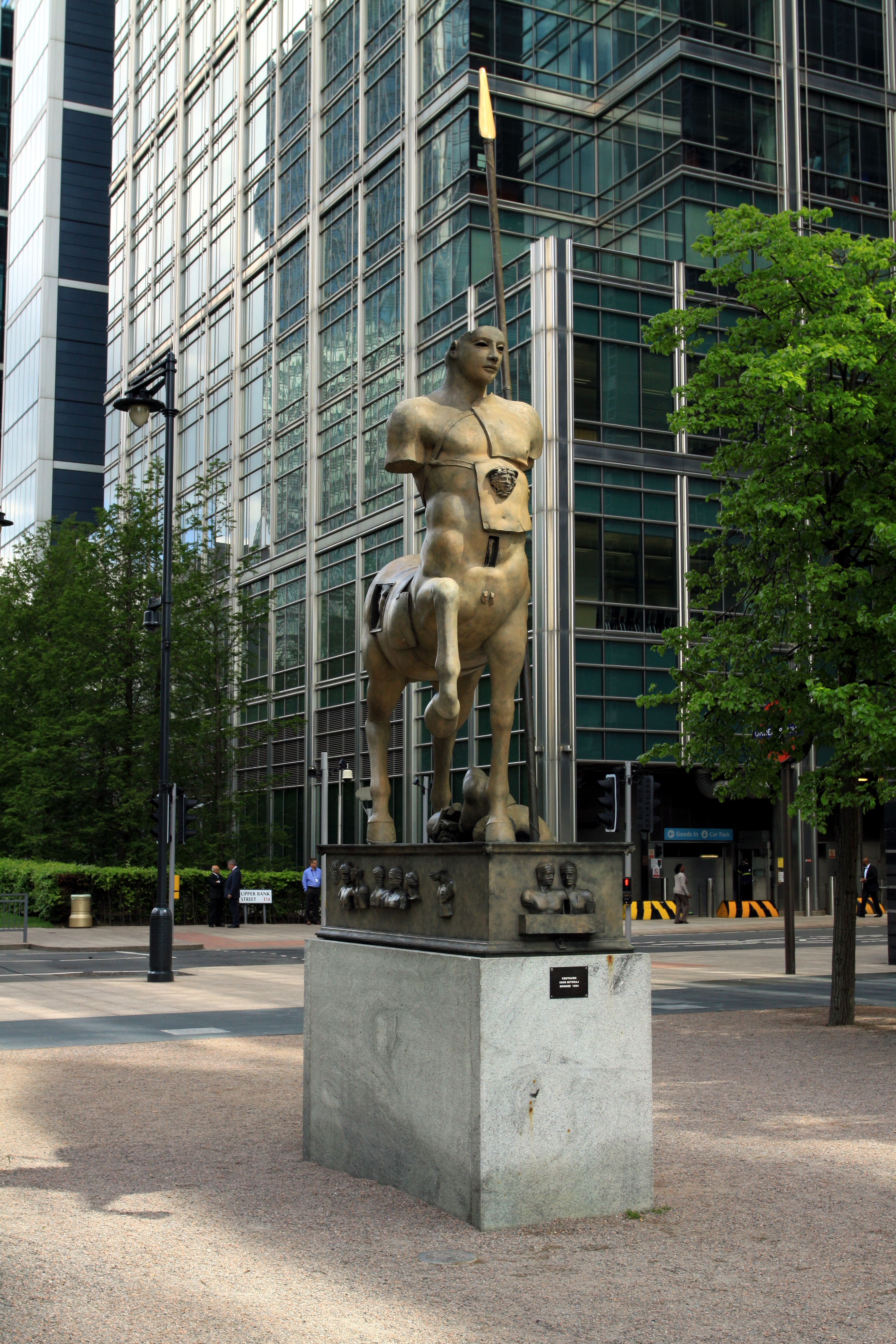
Centauro, Canary Wharf, Londen

Igor Mitoraj (Oederan, 26 maart 1944 – Parijs, 6 oktober 2014) was een Poolse beeldhouwer, die na 1968 in Frankrijk en Italië woonde en werkte.

## Leven en werk
Mitoraj werd geboren in het Saksische Oederan. Hij had een Poolse moeder en een Franse vader, die elkaar onder tragische omstandigheden hadden ontmoet. Zij was tewerkgesteld in een Duits werkkamp en hij was krijgsgevangene. Na de Tweede Wereldoorlog keerden Mitoraj en zijn moeder terug naar Polen, waar zijn grootouders dicht bij Krakau woonden. Hij studeerde schilderkunst bij de avantgarde kunstenaar Tadeusz Kantor aan de kunstacademie van Krakau, de Akademia Sztuk Pięknych w krakowie. In 1967 had hij zijn eerste solo-expositie bij Galerie Krystofory in Krakau. In 1968 ging hij naar Parijs, waar hij zijn studie voortzette aan de École nationale supérieure des beaux-arts.
Hij bracht een jaar door in Mexico, waar hij de precolombiaanse cultuur bestudeerde en ging beeldhouwen. Hij keerde in 1974 terug naar Parijs, waar hij in 1976 een solo-expositie had in Galerie La Hune en zijn eerste sculpturen tentoonstelde. Gezien het succes van de tentoonstelling wijdde Mitoraj zich hierna uitsluitend aan de beeldhouwkunst. Zijn eerste werken waren terracotta en bronzen beelden, maar na een bezoek in 1979 aan Carrara in Italië, ging hij voornamelijk met marmer werken. In 1983 vestigde hij zijn atelier in het Italiaanse Pietrasanta.
Mitoraj liet zich bij zijn beelden inspireren door de klassieke oudheid, maar werd evenzeer beïnvloed door postmoderne elementen. Zijn beelden zijn te zien in de openbare ruimte van vele steden in Europa en de Verenigde Staten.

## Fotogalerij

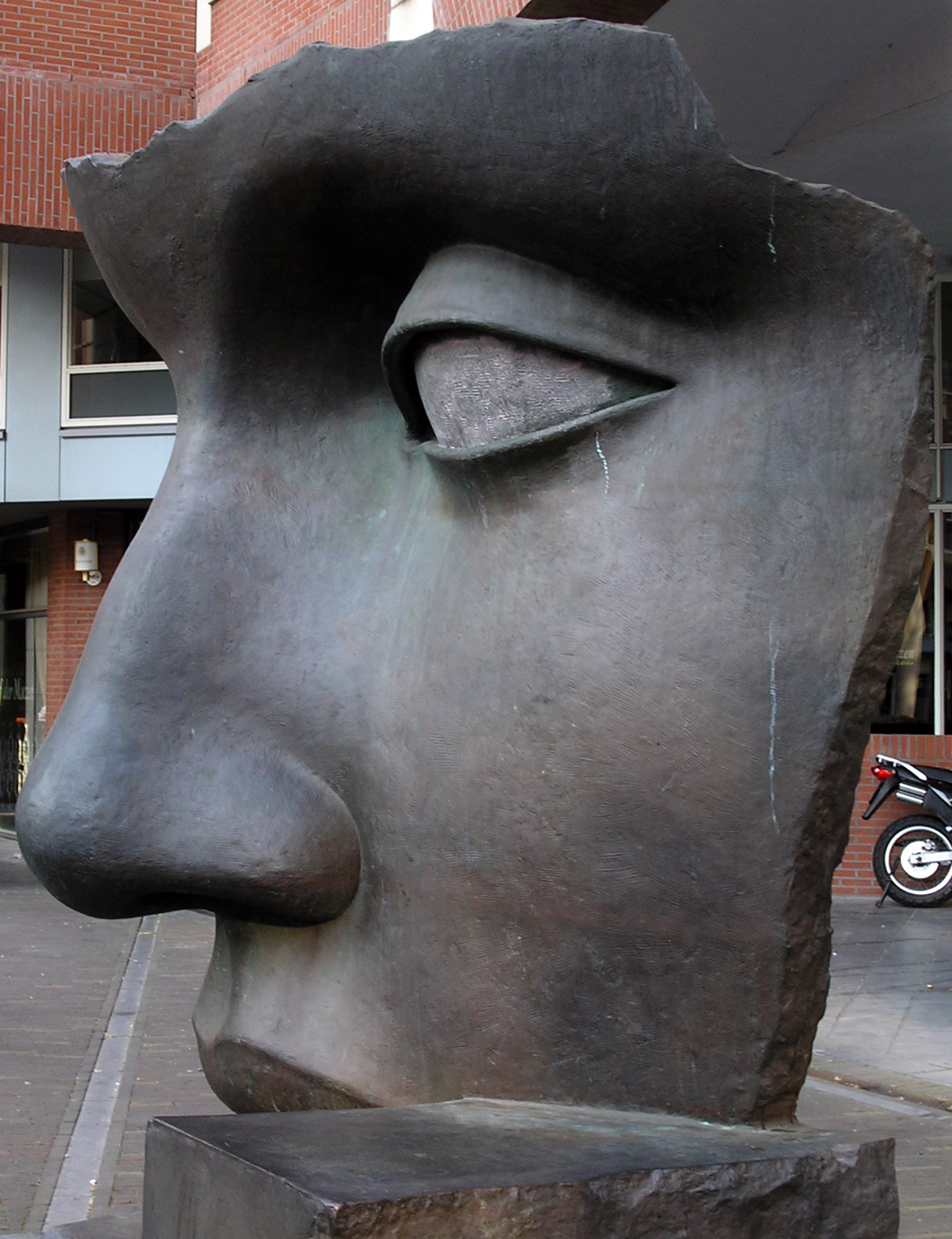
Den Haag
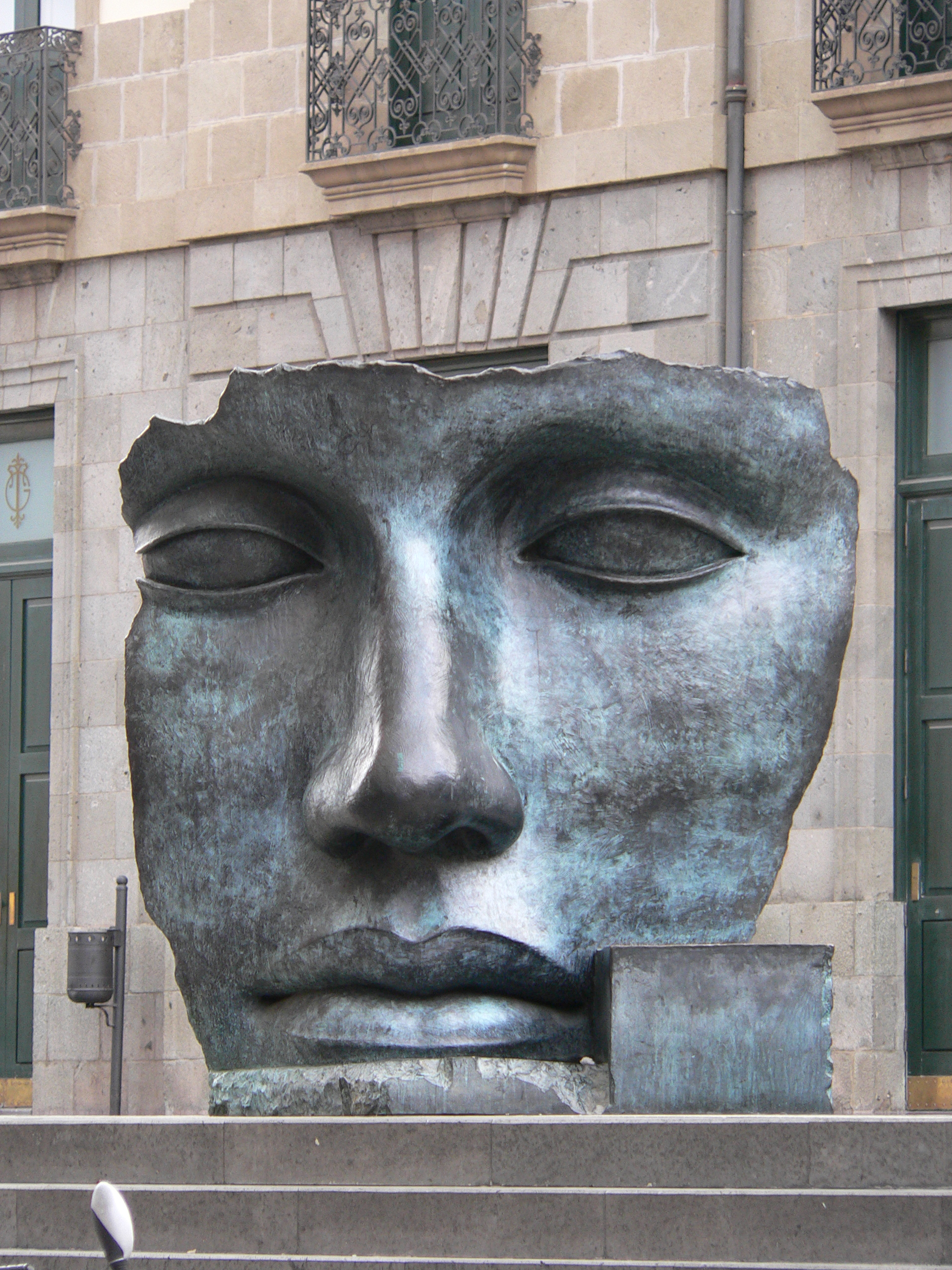
Santa Cruz de Tenerife
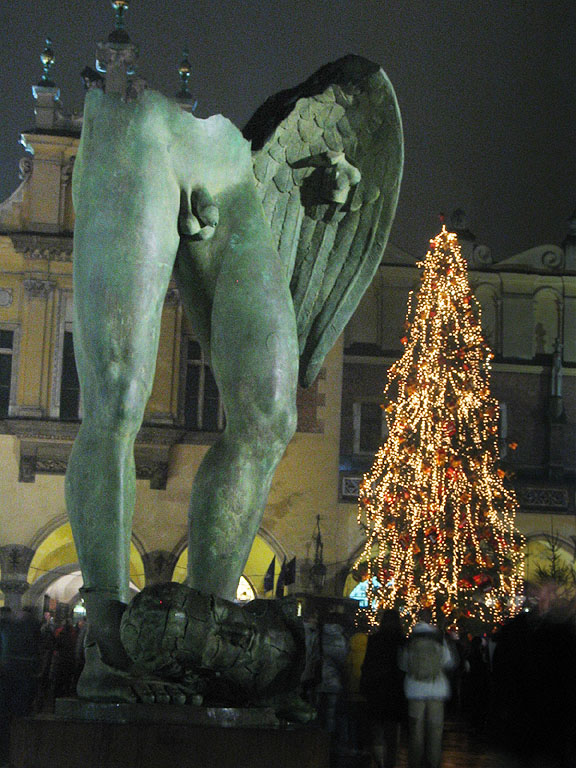
Gambe Alate (2002) in Krakau
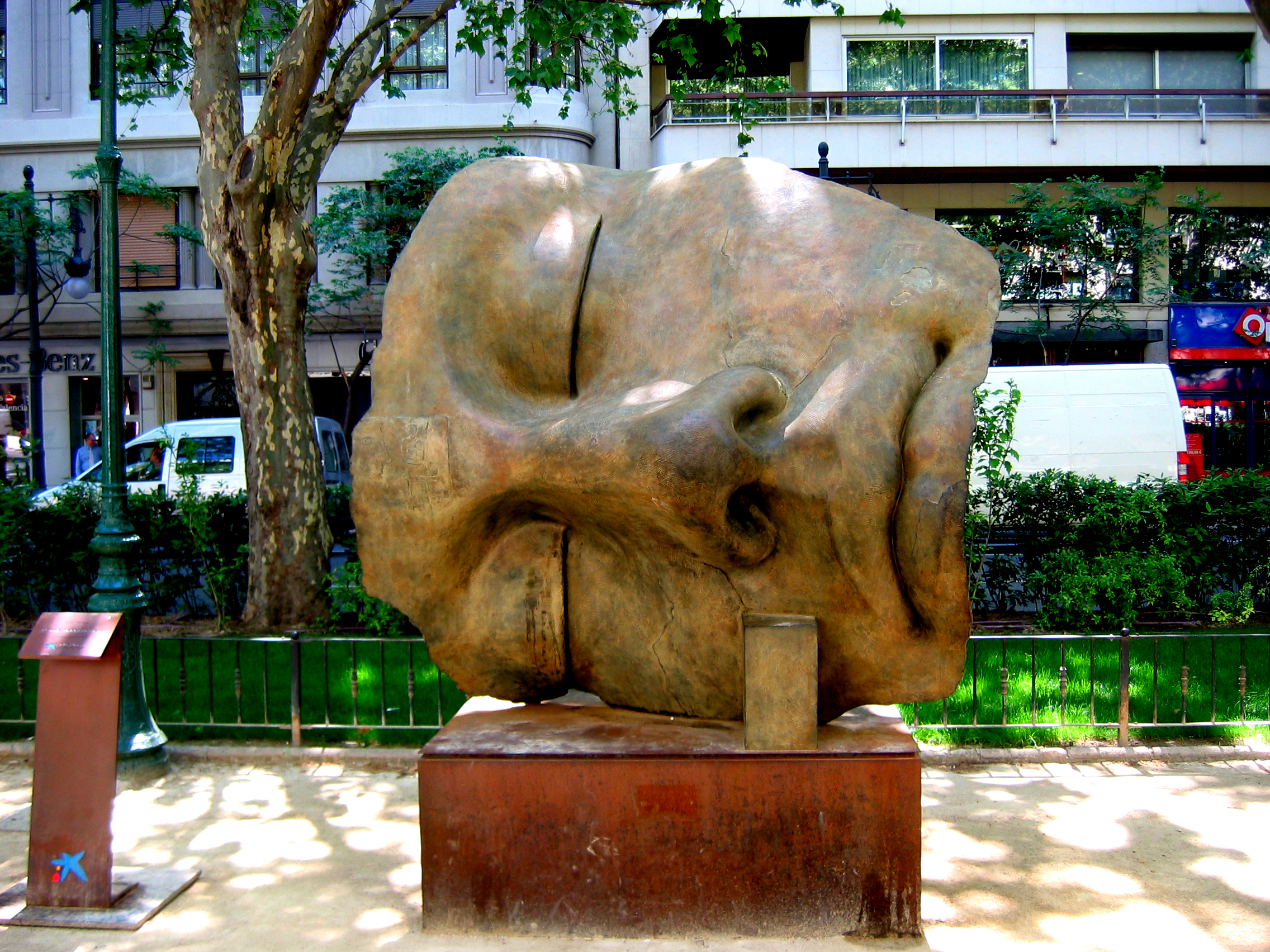
Valencia